# Saison 2013-2014 des Rockets de Houston
La saison 2013-2014 des Rockets de Houston est la 47e saison de la franchise au sein de la National Basketball Association (NBA) et la 43e saison dans la ville de Houston.
Le début de la saison a été marqué par l’acquisition de Dwight Howard, des Lakers de Los Angeles. Howard et James Harden ont été nommés en tant que titulaires pour le NBA All-Star Game 2014. Avec Howard maintenant en tant que pivot titulaire, les Rockets se sont améliorés et ont terminé avec un bilan de 54-28, terminant 4e de la conférence Ouest. En playoffs, ils ont rencontré les Trail Blazers de Portland au premier tour, mais sont tombés en six matchs, à la suite d'un panier au buzzer à trois points de Damian Lillard, dans le match 6.

## Draft
| Tour | Choix | Joueur        | Poste | Nationalité | Provenance   |
| ---- | ----- | ------------- | ----- | ----------- | ------------ |
| 2    | 34    | Isaiah Canaan | PG    | États-Unis  | Murray State |

## Classements de la saison régulière
| Conférence Ouest | Conférence Ouest                | Conférence Ouest | Conférence Ouest | Conférence Ouest | Conférence Ouest | Conférence Ouest | Conférence Ouest |
| No               | Franchise                       | Vic.             | Def.             | MJ               | % V/D            | RV               |                  |
| ---------------- | ------------------------------- | ---------------- | ---------------- | ---------------- | ---------------- | ---------------- | ---------------- |
| 1                | Spurs de San Antonio            | 62               | 20               | 82               | 75,60 %          | -                |                  |
| 2                | Thunder d'Oklahoma City         | 59               | 23               | 82               | 72,00 %          | 3,0              |                  |
| 3                | Clippers de Los Angeles         | 57               | 25               | 82               | 69,50 %          | 5,0              |                  |
| 4                | Rockets de Houston              | 54               | 28               | 82               | 65,90 %          | 8,0              |                  |
| 5                | Trail Blazers de Portland       | 54               | 28               | 82               | 65,90 %          | 8,0              |                  |
| 6                | Warriors de Golden State        | 51               | 31               | 82               | 62,20 %          | 11,0             |                  |
| 7                | Grizzlies de Memphis            | 50               | 32               | 82               | 61,00 %          | 12,0             |                  |
| 8                | Mavericks de Dallas             | 49               | 33               | 82               | 59,80 %          | 13,0             |                  |
|                  |                                 |                  |                  |                  |                  |                  |                  |
| 9                | Suns de Phoenix                 | 48               | 34               | 82               | 58,50 %          | 14,0             |                  |
| 10               | Timberwolves du Minnesota       | 40               | 42               | 82               | 48,80 %          | 22,0             |                  |
| 11               | Nuggets de Denver               | 36               | 46               | 82               | 43,90 %          | 26,0             |                  |
| 12               | Pelicans de La Nouvelle-Orléans | 34               | 48               | 82               | 41,50 %          | 28,0             |                  |
| 13               | Kings de Sacramento             | 28               | 54               | 82               | 34,10 %          | 34,0             |                  |
| 14               | Lakers de Los Angeles           | 27               | 55               | 82               | 32,90 %          | 35,0             |                  |
| 15               | Jazz de l'Utah                  | 25               | 57               | 82               | 30,50 %          | 37,0             |                  |

| Division Sud-Ouest    | V  | D  | MJ | % V/D   | GB   | Dom   | Ext   | Div  | Conf  |
| --------------------- | -- | -- | -- | ------- | ---- | ----- | ----- | ---- | ----- |
| Spurs de San Antonio  | 62 | 20 | 82 | 75,60 % | -    | 32-9  | 30-11 | 12-4 | 38-14 |
| Rockets de Houston    | 54 | 28 | 82 | 65,90 % | 8,0  | 33-8  | 21-20 | 11-5 | 31-21 |
| Grizzlies de Memphis  | 50 | 32 | 82 | 61,00 % | 12,0 | 27-14 | 23-18 | 4-12 | 29-23 |
| Mavericks de Dallas   | 49 | 33 | 82 | 59,80 % | 13,0 | 26-15 | 23-18 | 9-7  | 29-23 |
| Pelicans Nlle-Orléans | 34 | 48 | 82 | 41,50 % | 28,0 | 22-19 | 12-29 | 4-12 | 15-37 |

## Effectif
| Effectif des Rockets de Houston 2013-2014 |
| --- |
| 1 Isaiah Canaan • 2 Patrick Beverley • 3 Ömer Aşık • 5 Jordan Hamilton • 6 Terrence Jones • 7 Jeremy Lin • 12 Dwight Howard • 13 James Harden (C) • 18 Omri Casspi • 20 Donatas Motiejūnas • 21 Josh Powell • 25 Chandler Parsons • 32 Francisco García • 33 Robert CovingtonEntraîneur : Kevin McHale |

## Transactions

### Arrivées
| Joueur        | Date       | Ancienne équipe    |
| ------------- | ---------- | ------------------ |
| Dwight Howard | 13 juillet | Los Angeles Lakers |